# Gmina Wronki
Die Gmina Wronki ['vrɔŋki] ist eine Stadt-und-Land-Gemeinde im Powiat Szamotulski der Woiwodschaft Großpolen in Polen. Ihr Sitz ist die gleichnamige Stadt (deutsch Wronke) mit etwa 11.200 Einwohnern.

## Geographie

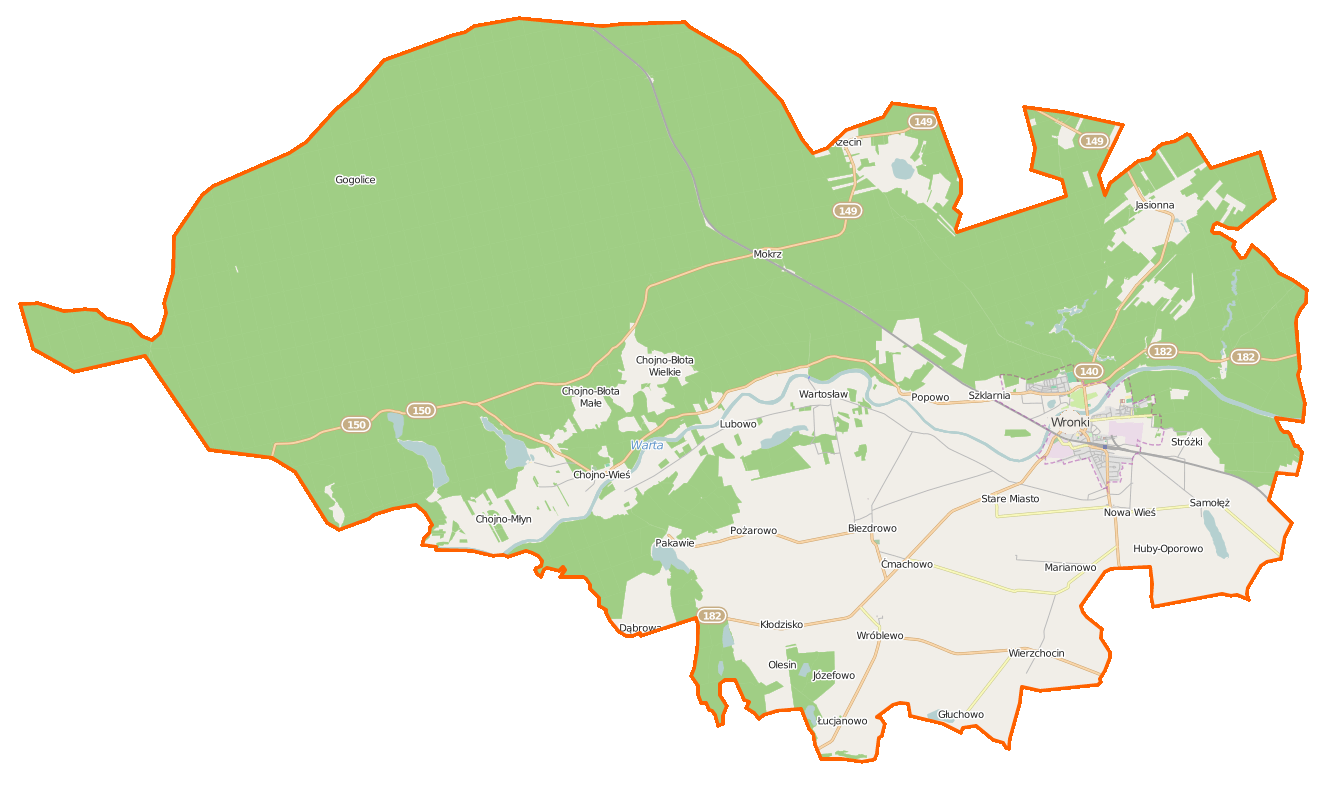
Karte der Gemeinde

Die Gemeinde liegt im Nordwesten der Woiwodschaft, etwa 12 Kilometer nordwestlich der Kreisstadt Szamotuły (Samter) und 50 Kilometer nordwestlich von Posen. Die Woiwodschaft Lebus ist nur vier Kilometer entfernt. Nachbargemeinden sind Chrzypsko Wielkie, Drawsko, Lubasz, Obrzycko, Ostroróg, Pniewy, Sieraków und Wieleń.
Wichtigstes Gewässer ist die Warthe. Die Gemeinde hat eine Fläche von 302 km², von der 29 Prozent land- und 63 Prozent forstwirtschaftlich genutzt werden. Das Gemeindegebiet nördlich der Warthe ist sehr waldreich. Die ausgedehnten Nadelwälder gehören zur Puszcza Notecka.

## Geschichte
Das heutige Gemeindegebiet kam von 1975 bis 1998 zur Woiwodschaft Piła. In dieser Zeit war der Powiat aufgelöst. Die Landgemeinde Wronki wurde nach 1954 wiederholt in Gromadas umgewandelt und zum 1. Januar 1973 neu geschaffen.
Stadt- und Landgemeinde Wronki wurden 1990/1991 zur Stadt-und-Land-Gemeinde zusammengelegt. Diese gehört seit 1999 zur Woiwodschaft Großpolen  und wieder zum Powiat Szamotulski.

## Partnerstädte und -gemeinden
- Beverwijk (Niederlande)
- Cookstown (Nordirland)
- Konakli (Türkei)
- Lentvaris (Litauen)
- Plérin (Frankreich)

## Gliederung
Zur Stadt-und-Land-Gemeinde (gmina miejsko-wiejska) Wronki mit 19.081 Einwohnern (Stand 31. Dezember 2020) gehören die Stadt selbst, 22 Dörfer (amtliche deutsche Namen bis 1945) mit einem Schulzenamt (sołectwo) sowie weitere Orte und Siedlungen.
- Biezdrowo (Biezdrowo, 1943–1945 Feldstädt)[2]
- Chojno (Chojno, 1943–1945 Karlsfeld)[2]
- Chojno-Błota (Bloto)
- Chojno-Młyn
- Ćmachowo (Cmachowo, 1943–1945 Bakerode)[2]
- Głuchowo (Gluchowo, 1943–1945 Schulzendorf)[2]
- Jasionna (Jasionna, ab 1906 und 1943–1945 Waldheim)[2]
- Kłodzisko (Klodzisko, 1943–1945 Schwarzsee)[2]
- Lubowo (Lubowo, 1943–1945 Dreyn)[2]
- Marianowo (Marianowo)
- Nowa Wieś (Neudorf)[2]
- Obelżanki (Obelzanki, ab 1906 und 1943–1945 Obelsanke)[2]
- Pakawie (Pakawie, 1943–1945 Seeheim)[2]
- Popowo (Popowo, 1943–1945 Krummwiese)[2]
- Pożarowo (Poscharowo, 1943–1945 Beerenbusch)[2]
- Rzecin (Retschin, 1943–1945 Pfaffenberg)[2]
- Samołęż (Samolentsch)
- Stare Miasto
- Stróżki
- Wartosław (Neubrück)[3]
- Wierzchocin (Wierzchocin, 1943–1945 Flachfelde)[2]
- Wróblewo (Wroblewo, 1943–1945 Lerchental)[3]

Weitere Ortschaften der Gemeinde sind:
- Aleksandrowo
- Borek
- Chojno-Błota Małe
- Chojno-Leśniczówka
- Dąbrowa
- Dębogóra
- Głuchowiec
- Gogolice
- Huby-Oporowo
- Józefowo
- Karolewo
- Krasnobrzeg
- Lubowo Drugie
- Lutyniec
- Łucjanowo
- Maszewice
- Mokrz (Mokrz, 1943–1945 Antonswald)[2]
- Nadolnik
- Nowy Kraków
- Olesin
- Olin
- Oporowo-Huby
- Pierwoszewo
- Piła
- Pustelnia
- Samita
- Smolnica
- Szklarnia
- Szostaki
- Tomaszewo
- Warszawa
- Winnogóra
- Zdroje

## Verkehr
Im Hauptort kreuzen sich mehrere Woiwodschaftsstraßen, die DW140 führt nach Ciszkowo (Cischkowo) im Norden, die DW150 nach Sieraków (Zirke) im Westen, die DW182 führt von Międzychód (Birnbaum) im Südwesten über Sieraków und Wronki nach Czarnków (Czarnikau) im Osten, die DW184 nach Südosten in Richtung der Kreisstadt Szamotuły und der Woiwodschaftshauptstadt Posen. Die DW186 verläuft durch den Süden der Gemeinde.
Der Bahnhof Wronki und der Haltepunkt Mokrz liegen an der Bahnstrecke Poznań–Szczecin. – Łódź ist der nächste internationale Flughafen.